# Кендра Ласт
Мишел Ен Мејсон (енгл. Michele Anne Mason; 18. септембар 1978), познатија под уметничким именом Кендра Ласт (енгл. Kendra Lust), америчка је порнографска глумица. Вишеструка је добитница награда AVN и XBIZ.
Ласт је француско-канадског и италијанског порекла.